# Stenelmis
Stenelmis är ett släkte av skalbaggar som beskrevs av Dufour 1835. Stenelmis ingår i familjen bäckbaggar.

## Bildgalleri

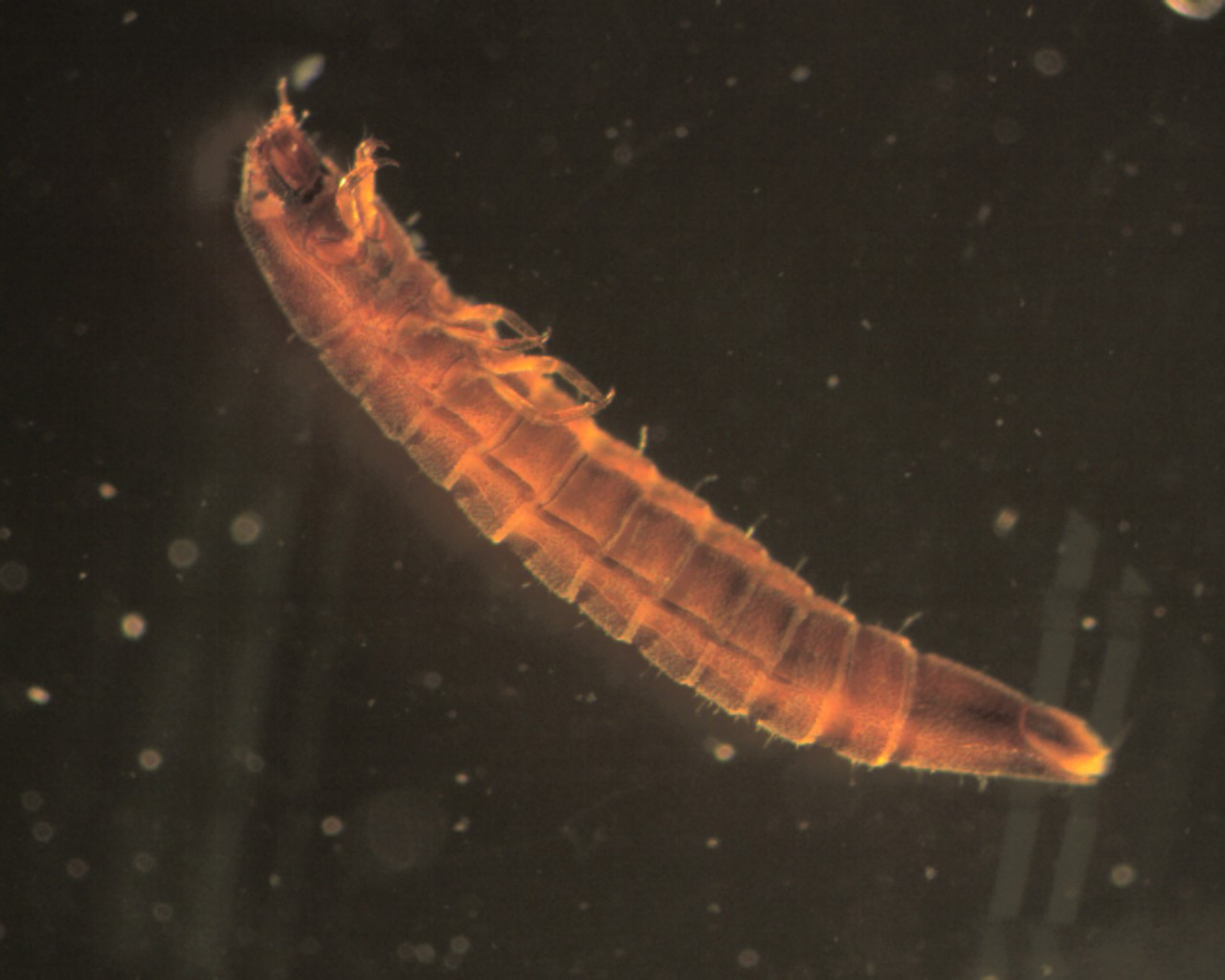
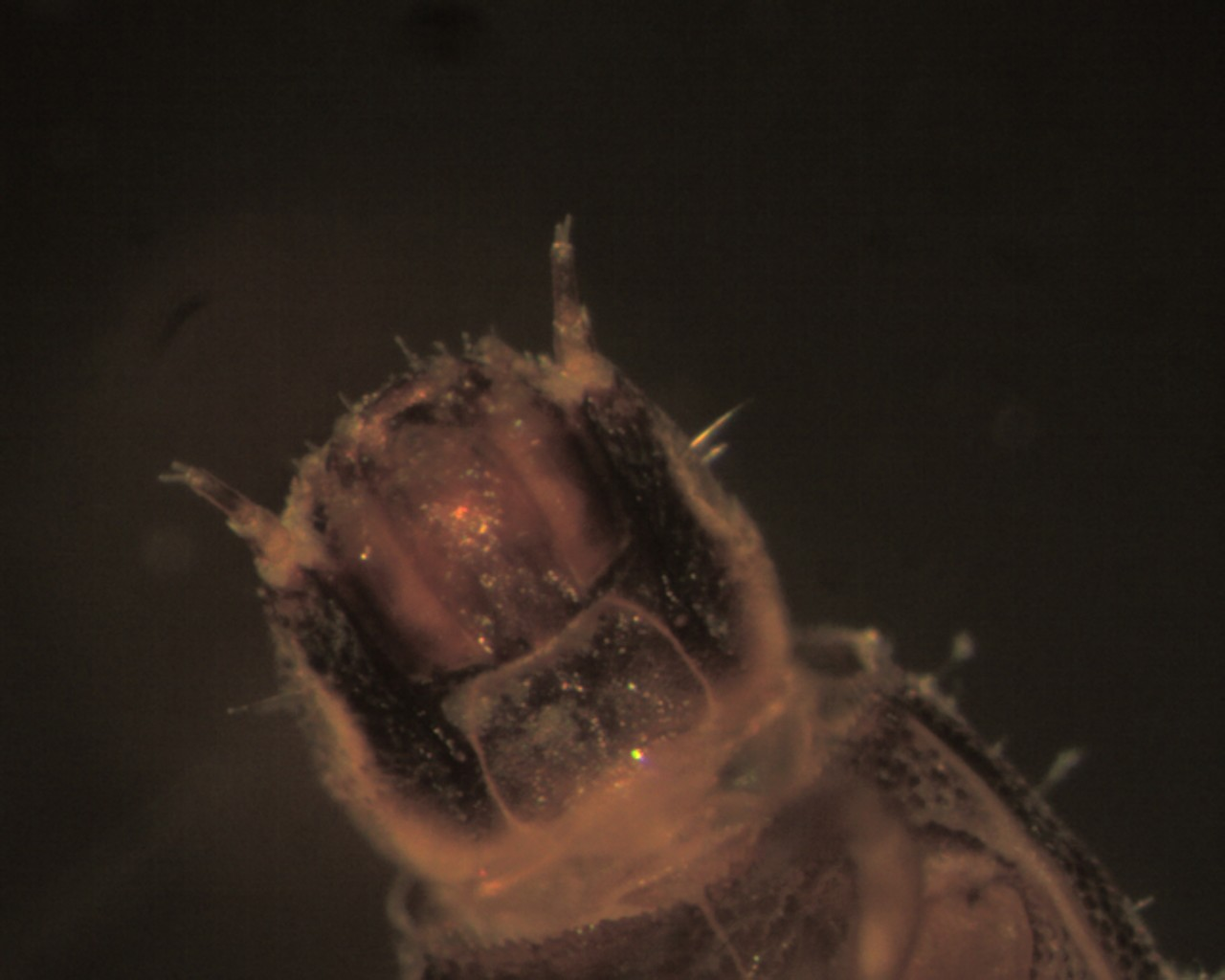
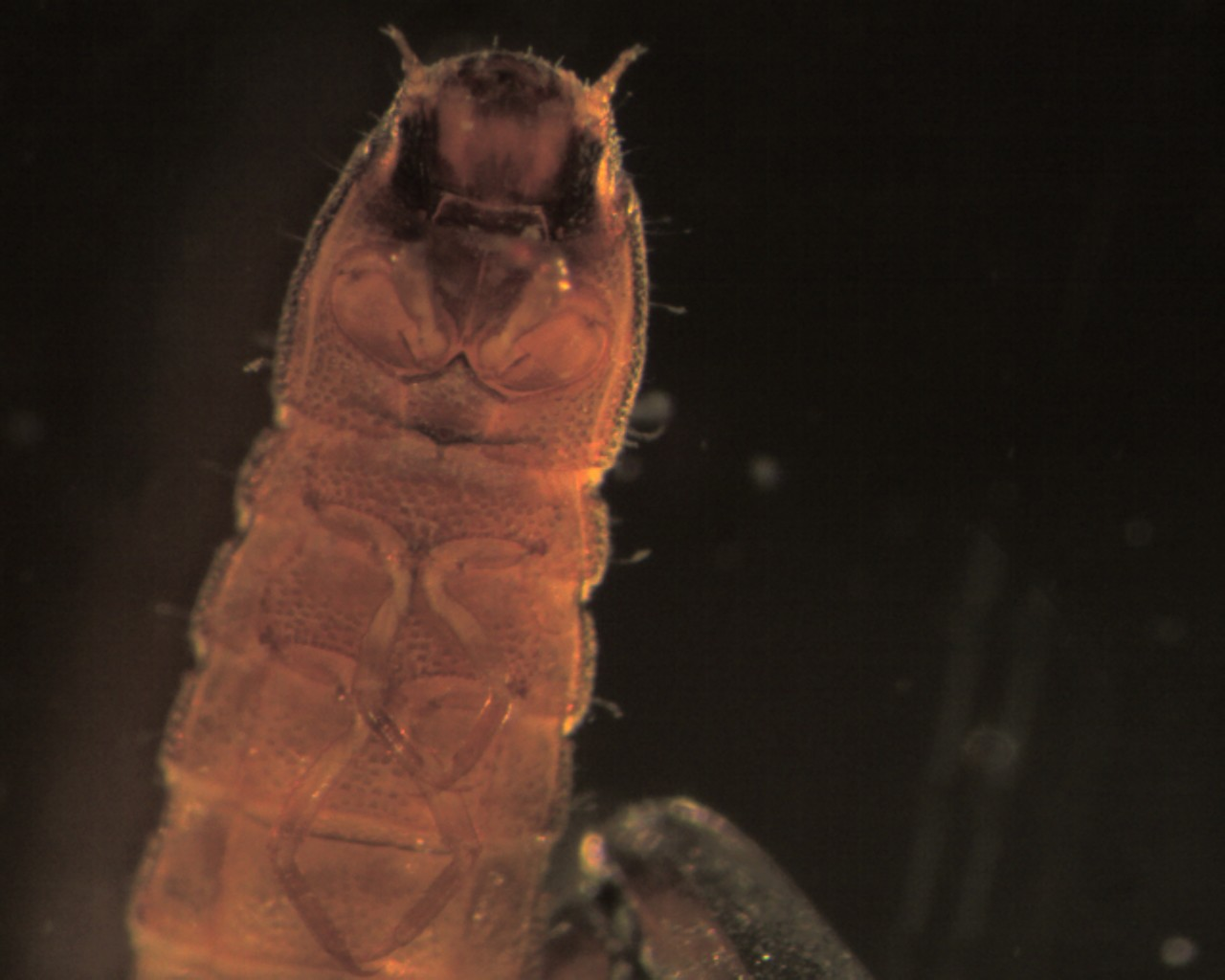

## Dottertaxa tillStenelmis, i alfabetisk ordning[1][2]
- Stenelmis antennalis
- Stenelmis beameri
- Stenelmis bicarinata
- Stenelmis calida
- Stenelmis canaliculata
- Stenelmis cheryl
- Stenelmis concinna
- Stenelmis convexula
- Stenelmis crenata
- Stenelmis decorata
- Stenelmis douglasensis
- Stenelmis exigua
- Stenelmis exilis
- Stenelmis florala
- Stenelmis fuscata
- Stenelmis grossa
- Stenelmis humerosa
- Stenelmis hungerfordi
- Stenelmis knobeli
- Stenelmis lariversi
- Stenelmis lateralis
- Stenelmis lignicola
- Stenelmis markeli
- Stenelmis mera
- Stenelmis mirabilis
- Stenelmis moapa
- Stenelmis musgravei
- Stenelmis occidentalis
- Stenelmis parva
- Stenelmis quadrimaculata
- Stenelmis sandersoni
- Stenelmis sexlineata
- Stenelmis sinuata
- Stenelmis williami
- Stenelmis vittipennis
- Stenelmis xylonastis